# Menighedsråd
 Denne artikel bør gennemlæses af en person med fagkendskab for at sikre den faglige korrekthed.
      − Jævnfør nylig indsat indsigelse på Diskussion:Menighedsråd 

Et menighedsråd er et råd, der styrer det kirkelige arbejde i et sogn i den danske folkekirke. Menighedsrådet består af sognets præster og medlemmer, som menigheden har valgt.

## Historie
De første menighedsråd i den danske folkekirke blev oprettet i 1856. Regeringen havde udsendt et cirkulære, hvori præsterne blev opfordret til at oprette menighedsråd. Det skulle ske på frivilligt grundlag, og det gik trægt med oprettelsen. Det var kun få sogne, der fik et menighedsråd, og i mange tilfælde gik arbejdet i stå efter få år.
Årsagen til det var især en udbredt mistro i befolkningen. I 1629 havde Christian IV udstedt en forordning om præstens medhjælpere. Ifølge den skulle to mænd i hvert sogn hjælpe præsten med at overvåge menigheden. De skulle sladre om folk der bandede, drak eller forsømte gudstjenesten. Mange frygtede nu, at menighedsrådene ville få lignende opgaver.
Først i 1903 kom der en lov om menighedsråd. Nu skulle der være et råd i alle sogne. De første råd blev valgt i december 1903 og gik i gang med arbejdet den 1. januar 1904.
Fra Grundloven af 1953 har valg til menighedsråd været omtalt i Grundloven, uden at det dog er grundlovsfæstet, hvad menighedsrådets myndighed er:
§ 86
Valgretsalderen til de kommunale råd og menighedsrådene er den samme som ved valg til folketinget. For Færøerne og Grønland fastsættes valgretsalderen til de kommunale råd og menighedsrådene ved lov eller i henhold til lov.

## Sammensætning
Menighedsrådet består af sognets præster samt mindst fem og højst 15 læge medlemmer valgt blandt menigheden. Antallet af medlemmer afhænger af sognets størrelse. Medlemmerne vælges for fire år. Valget foregår i november måned i de år, hvor årstallet kan deles med fire. Alle medlemmer af folkekirken, som er over 18 år, og som bor i sognet, har valgret. Medlemmer, der har løst sognebånd, har valgret i det sogn, som de har løst sognebånd til.
I langt de fleste sogne, normalt over 85%, gennemføres menighedsrådsvalgene som aftalevalg eller fredsvalg. Dvs. at der ikke gennemføres en afstemning, fordi der kun er opstillet en kandidatliste. Hvis der er flere kandidatlister, er der afstemningsvalg, også kendt som kampvalg.
Blandt de læge medlemmer vælges en formand, næstformand, kirkeværge, kontaktperson, kasserer og bygningskyndig. Denne kan vælges uden for rådet. Formand, næstformand og kirkeværge skal være tre forskellige. Formand og næstformand vælges for et år ad gangen ved hemmelig, skriftlig afstemning i rådet. En valgt formand og næstformand kan ikke afvise valg, men formanden er dog kun pligtig til at modtage valg for en étårig periode. Alle øvrige vælges for fire år. Præsterne har ikke valgret, men præster kan vælges til formand, næstformand og kontaktperson.[kilde mangler]

## Opgaver
Menighedsrådet udgør den lokale forvaltning af folkekirken inden for sognet. Dets vigtigste opgaver er at
- administrere kirkens bygninger, herunder kirker og præstegårde.
- administrere de kirkegårde, der hører under folkekirken.
- forestå sognets økonomi, herunder lave budgetter og regnskaber.
- medvirke ved ansættelse af præster i sognet.
- ansætte og virke som arbejdsgiver for kordegne, gravere, organister, sangere m.v.
- deltage i valg af provstiudvalg og stiftsudvalg.
- deltage i tilrettelæggelsen af gudstjenester og andre kirkelige handlinger.

## Organisation
Menighedsrådene er organiseret i Landsforeningen af Menighedsråd.

## Eksterne hemvisninger
- Landsforeningen af Menighedsråd
- Menighedsråd hos Folkekirken.dk
- Menighedsråd i Den Store Danske på Lex.dk af Jørgen Stenbæk